# Lijst van spelers van Columbus Crew
Deze lijst omvat voetballers die bij de Amerikaanse voetbalclub Columbus Crew spelen of gespeeld hebben. De spelers zijn alfabetisch gerangschikt.

## A
- Andy Adlard
- Nelson Akwari
- Bernardo Añor
- Jairo Arrieta
- Stephen Armstrong

## B
- Rich Balchan
- Devin Barclay
- Guillermo Barros Schelotto
- Chad Barson
- Ivan Becerra
- Drew Beckie
- Chris Birchall
- Leonard Bisaku
- Brian Bliss
- Tenywa Bonseu
- Eric Brunner
- Edson Buddle
- Marc Burch
- Kevin Burns
- Ray Burse
- Jon Busch

## C
- Paul Caligiuri
- Knox Cameron
- Brian Carroll
- Álex Chacón
- Aaron Chandler
- Steve Clark
- Chris Clements
- Ryan Coiner
- Mac Cozier
- Jeff Cunningham

## D
- Eric Denton
- Diego
- Tom Dooley
- Mike Duhaney
- Dilly Duka
- Brian Dunseth

## E
- Emmanuel Ekpo
- Ansil Elcock
- Cory Elenio
- Simon Elliott
- Brad Evans

## F
- Ethan Finlay
- Ryan Finley
- Shaun Francis
- Waylon Francis
- Robin Fraser
- Brad Friedel

## G
- Romain Gall
- Luis Gallardo
- Freddy Garcia
- Josh Gardner
- Jason Garey
- Bill Gaudette
- Eddie Gaven
- Eric Gehrig
- Kevan George
- Paul Gerstenberger
- Cornell Glen
- Marcos González
- Ned Grabavoy
- Hernán Grana
- Alex Grendi
- Leonard Griffin
- Léandre Griffit
- Cole Grossman
- Andy Gruenebaum
- Ricardo Guara

## H
- John Harkes
- Pat Harrington
- Tom Heinemann
- Frankie Hejduk
- Ezra Hendrickson
- Stephen Herdsman
- Nicolás Hernández
- Sergio Herrera
- Andy Herron
- Will Hesmer
- Federico Higuaín
- Aaron Horton
- Kyle Hyland

## I
- Andy Iro

## J
- Julius James
- Hector Jiménez
- Stern John
- Matt Jordan
- Miles Joseph
- Ian Joy
- Ryan Junge

## K
- Kei Kamara
- Ryan Kelly
- Joel Kitamirike
- Chris Klute
- Matt Kmosko
- Ritchie Kotschau

## L
- Manny Lagos
- Matt Lampson
- Mike Lapper
- Chris Lee
- Chris Leitch
- Steven Lenhart

## M
- Brian Maisonneuve
- Chad Marshall
- Kyle Martino
- Brian McBride
- Chad McCarty
- Domenic Mediate
- Carlos Mendes
- Andrés Mendoza
- Justin Meram
- Janusz Michallik
- Stefani Miglioranzi
- Ryan Miller
- Sebastián Miranda
- Milovan Mirosevic
- Adam Moffat
- Alejandro Moreno
- Brandon Moss

## N
- Joseph Ngwenya
- Pat Noonan
- Kwaku Nyamekye
- Stanley Nyazamba

## O
- Dayton O'Brien
- Danny O'Rourke
- Dominic Oduro
- Bo Oshoniyi
- Duncan Oughton

## P
- Andrei Pacheco
- Gino Padula
- Daniel Paladini
- Noah Palmer
- Michael Parkhurst
- Ross Paule
- John Wilmar Pérez
- Aubrey Perry
- Andrew Peterson
- Rusty Pierce
- Ricardo Pierre-Louis
- Emanuel Pogatetz
- Dan Popik
- Tom Presthus
- Santiago Prim

## R
- Ante Razov
- Emilio Rentería
- José Retiz
- Alex Riggs
- Michael Ritch
- Mario Rodriguez
- Robbie Rogers
- Sebastián Rozental
- Dejan Rusmir
- Miroslaw Rzepa

## S
- Mohammed Saeid
- Tony Sanneh
- Aaron Schoenfeld
- Kenny Schoeni
- Erick Scott
- Ben Sippola
- Shawn Sloan
- Juergen Sommer
- Ben Speas
- Kristinn Steindórsson
- Marcus Stergiopoulos
- Marcus Storey
- Jamal Sutton
- Danny Szetela

## T
- Tony Tchani
- David Testo
- Jacob Thomas
- Billy Thompson
- Jake Traeger
- Wil Trapp

## U
- Kirk Urso

## V
- Olman Vargas
- Eric Vasquez
- Korey Veeder
- Agustín Viana
- Nemanja Vuković

## W
- Tyson Wahl
- Jonny Walker
- Tim Ward
- Konrad Warzycha
- Robert Warzycha
- Dante Washington
- Mark Watson
- Brian West
- Matt Wiet
- Andy Williams
- Joshua Williams
- Mark Williams
- Chris Wingert
- Daniel Withrow
- Ian Woan
- John Wolyniec

## Z
- Jed Zayner